# Templo de Hefesto

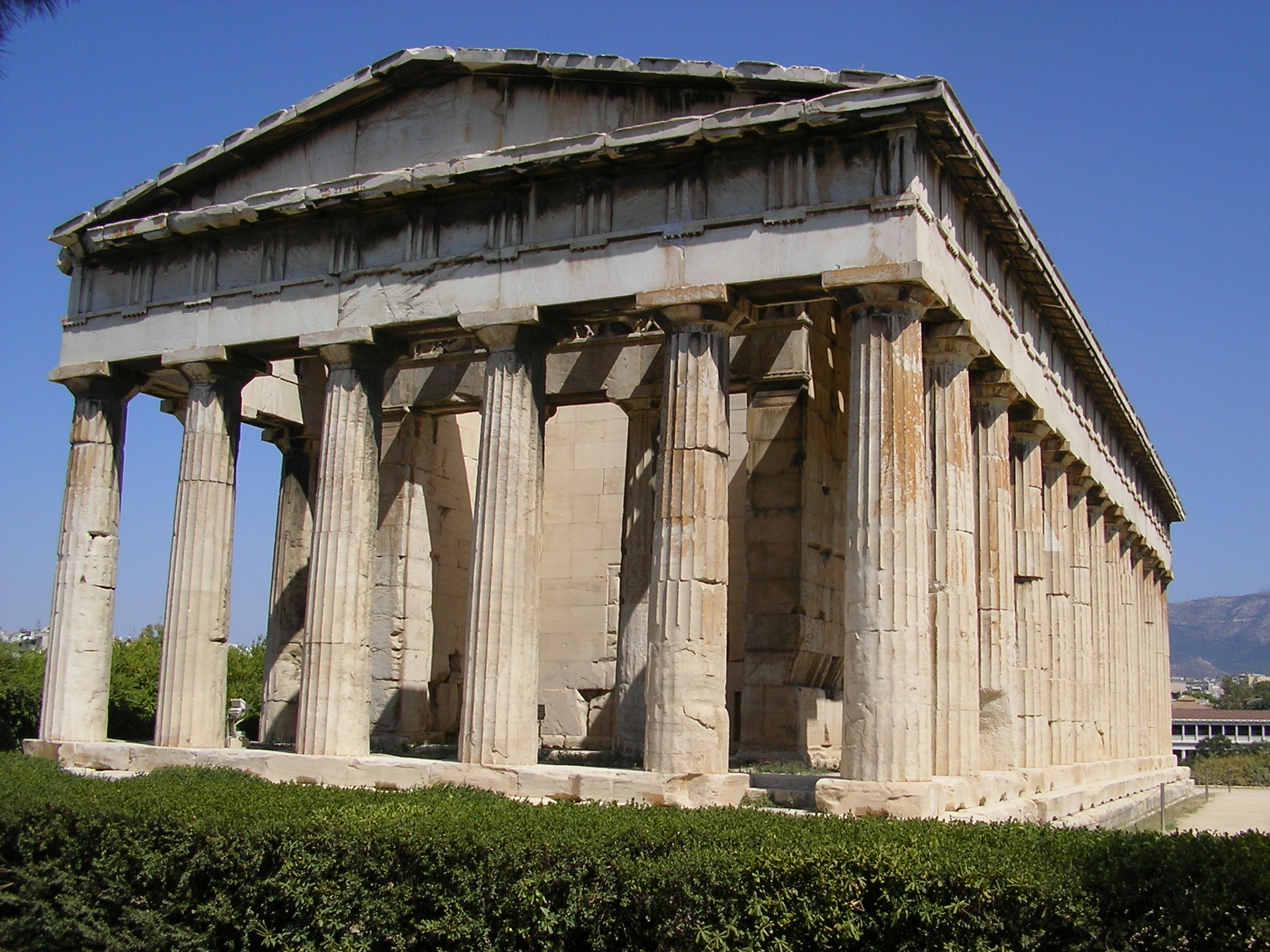
Templo de Hefesto, um templo grego Dórico em Atenas (449 a.C)

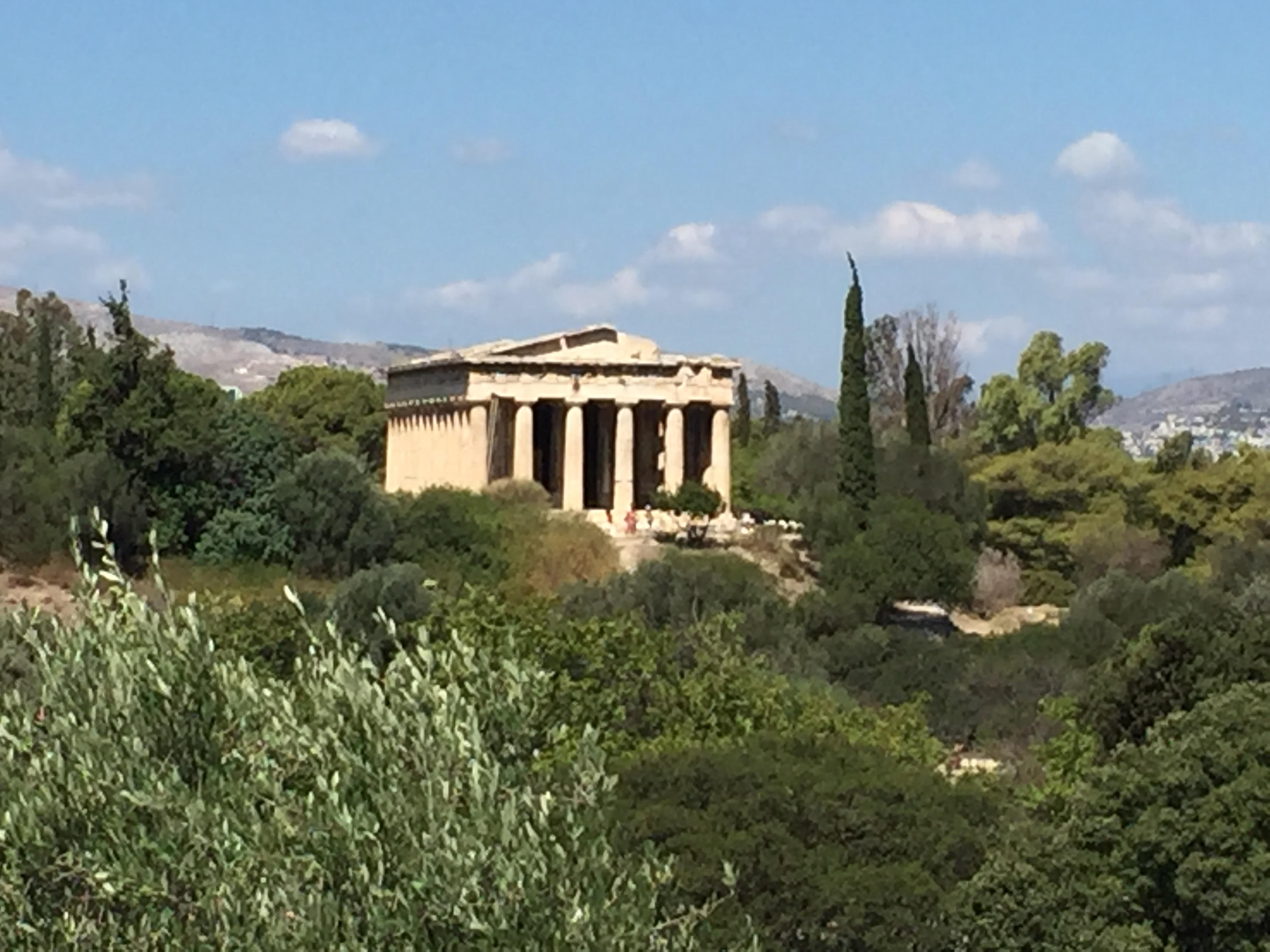
Templo de Hefesto

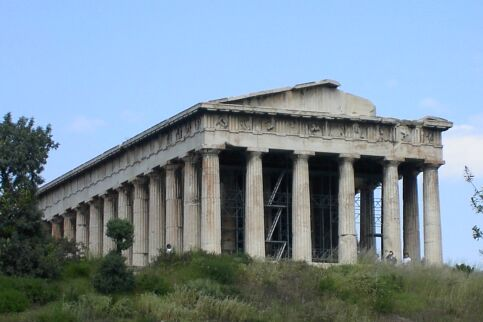
Templo de Hefesto, parte leste

O Templo de Hefesto, no centro da Atenas antiga, na Grécia, é o templo grego antigo mais bem preservado do mundo, mas é bem menos conhecido que seu vizinho, o Partenon. O templo também é chamado de Hephaesteum ou Hephaesteion. É às vezes chamado Theseion (em grego: Θησείο, theseio), devido a uma crença, no tempo do Império Bizantino, de que os ossos do lendário herói Teseu estavam enterrados lá; na verdade, os ossos que supostamente eram de Teseu foram enterrados no século V a.C. em outro local perto da Acrópoles de Atenas.
Diferente do Partenon, o Templo tem todas as suas colunas intactas e conserva muito de seu teto original. Suas decorações, contudo, desapareceram em décadas de pilhagens e roubos. O Templo deve muito de sua sobrevivência ao fato de ter sido convertido em uma Igreja Cristã, a Igreja de São Jorge, no século VII d.C.. O interior foi removido e substitído por estruturas de igrejas cristãs.
Durante os séculos do Império Otomano na Grécia, o templo foi a principal igreja da Igreja Ortodoxa em Atenas.
Hoje o Templo é um sítio arqueológico e conserva uma cerca em sua volta. Mas os visitantes podem se aproximar bem mais perto do que do Partenon ou de outros locais gregos.
Hefesto, filho de Hera e Zeus (chamado de Vulcano em Roma), era o deus grego do fogo, dos metais e da metalurgia.